# Antonia Díaz Fernández de Lamarque
Antonia Díaz Fernández de Lamarque (Marchena, 1827-Dos Hermanas, 19 de mayo de 1892) fue una poetisa española.

## Biografía
Perteneciente a una familia acomodada, la mayor parte de su infancia transcurrió en Sevilla, donde recibió la educación propia de las señoritas de su época -una formación encaminada a dotar a la sociedad de buenas amas de casa y madres de familia-. Por lo tanto, su irrupción en la esfera literaria se debe principalmente a su empeño autodidacta por aprender, y en gran medida la biblioteca paterna fue la cuna real de su aprendizaje. Así, con el paso del tiempo y con grandes dosis de perspicacia y discreción, Antonia logró abrirse camino en un círculo -el literario- que, por ser eminentemente masculino, se presentaba siempre hostil. De hecho, durante toda su vida renunció siempre a ocupar un primer plano, papel que siempre cedía a su marido, el también poeta José Lamarque de Novoa.
La obra poética de Antonia Díaz se enmarca dentro de la denominada “escuela sevillana de poesía”, una corriente literaria que se desarrolló a la sombra de Gustavo Adolfo Bécquer, pero imprimió su particular sello en los grandes poetas sevillanos de las primeras décadas del siglo XX. Entre sus títulos más importantes podemos señalar: Flores marchitas: baladas y leyendas (1877-1882), Poesías líricas (1893), Aves y flores: fabulas morales (1890).